# هارييت دونكان هوبارت
هارييت دونكان هوبارت (بالإنجليزية: Harriet Duncan Hobart)‏ هي مُدرسة أمريكية، ولدت في 1825، وتوفيت في 1898.